# Genrich Jagoda

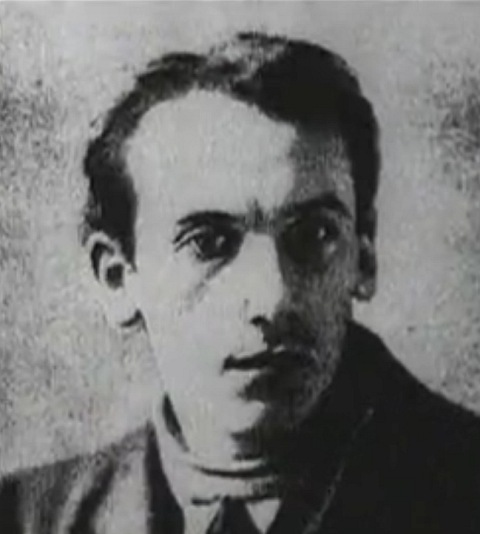
Jagoda in 1915

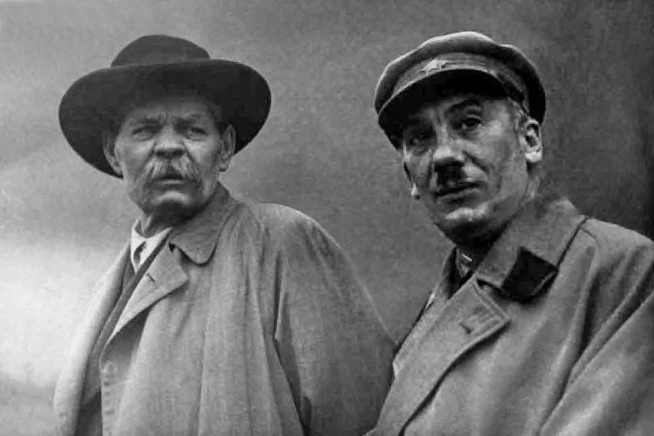
Gorki en Jagoda (nov. 1935)

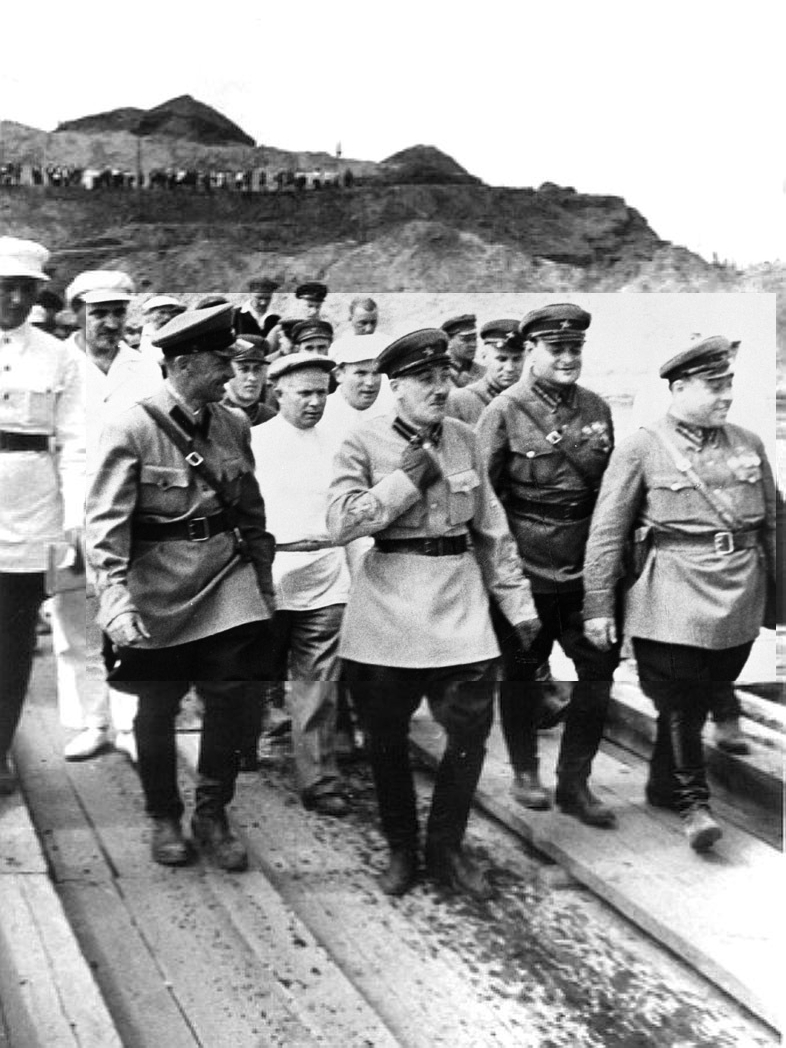
Jagoda bezoekt de werkzaamheden aan het Moskoukanaal

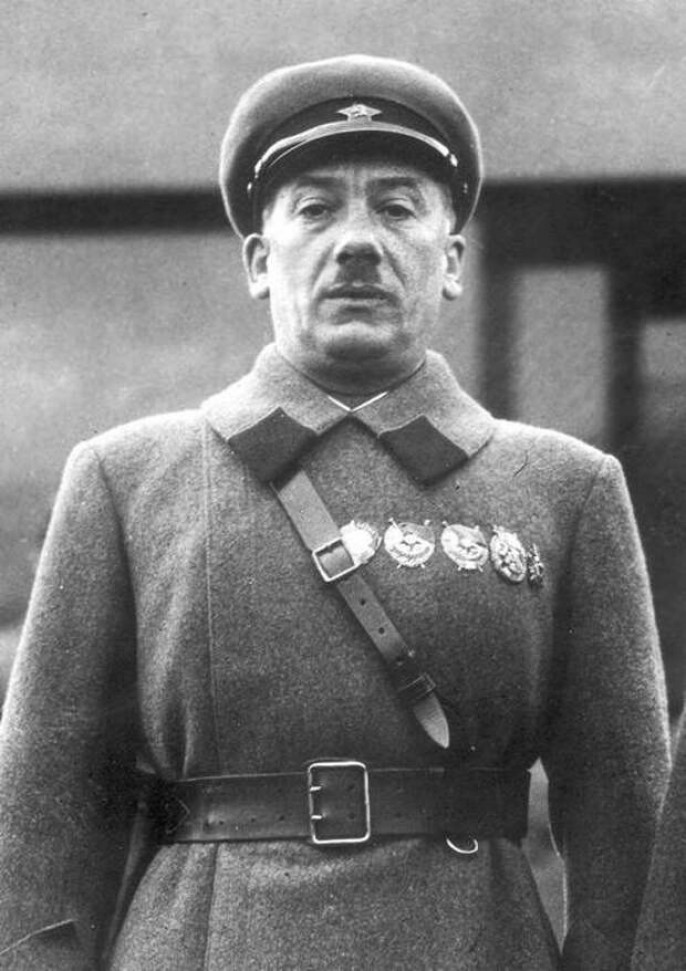
Jagoda in 1936

Genrich Grigorjevitsj Jagoda (Russisch: Генрих Григорьевич Ягода) geboren als Jenoch Gersjonovitsj Iegoeda (Russisch: Енох Гершонович Иегуда) (Rybinsk, 7 november 1891 – Moskou, 15 maart 1938) was een Sovjet-Russisch politicus en hoofd van de NKVD, het machtige ministerie van Binnenlandse Zaken van de Sovjet-Unie. Zijn naam wordt vaak samen met die van Nikolaj Jezjov en Lavrenti Beria genoemd als de uitvoerders van de Grote Zuivering.

## Opkomst
Jagoda was afkomstig uit een Joods milieu en was al vanaf 1907 bolsjewiek. Jagoda begon een apothekersopleiding, werd in 1912 wegens revolutionaire activiteiten (springstof maken) verbannen naar Siberië, maar kwam in 1913 weer vrij. Na het uitbreken van de Eerste Wereldoorlog in 1914 nam hij dienst in het Russische leger, om in 1917, onder voorwending van een verwonding en aangetrokken door de Russische Revolutie, weer terug te keren naar Sint-Petersburg. Na de Oktoberrevolutie maakte hij carrière binnen de Tsjeka, de geheime dienst. Vanaf 1923 tot 1934 bekleedde Jagoda onder Feliks Dzerzjinski en Vjatsjeslav Menzjinski achtereenvolgens de functies van tweede, eerste en vervolgens opnieuw tweede gedeputeerde. Omdat Menzjinski chronisch ziek was, ontwikkelde Jagoda zich tot het werkelijke hoofd van de NKVD. Na Menzjinski's dood op 10 juli 1934 werd zijn positie geformaliseerd door Jozef Stalin, die hem tot volkscommissaris van binnenlandse zaken benoemde.

## Volkscommissaris
In de functie van volkscommissaris binnenlandse zaken begon Jagoda op bevel van Stalin de Grote Zuivering. Hij dirigeerde de showprocessen en executies van een aantal sleutelfiguren, zoals de Moskouse Processen die uiteindelijk tot de executies van onder andere Grigori Zinovjev en Lev Kamenev leidden. Wellicht was hij eveneens betrokken bij de moord op Sergej Kirov. Verder gaf Jagoda de aanzet tot de uitbouw van het strafkampensysteem tot het Goelagsysteem. Hoewel er al strafkampen waren geweest onder de tsaren verdwenen er onder Jagoda meer mensen in de kampen dan ooit. Ongeveer twee miljoen mensen bezweken aan de omstandigheden die er heersten. De partij- en militaire kaders werden gezuiverd en willekeur heerste. Wie tot deze kaders behoorde zag de helft van zijn collega's 'verdwijnen' en kon er niet zeker van zijn dat hij zelf niet de volgende dag in de cel zou zitten, of erger. Een ander bekend project van Jagoda was de aanleg van een kanaal tussen de Witte Zee en de Oostzee (het Witte Zeekanaal) door dwangarbeiders, waaraan ongeveer 20.000 van hen bezweken.

## Ondergang
Stalin was niet tevreden over Jagoda´s functioneren, vooral omdat hij de zuiveringen niet voortvarend genoeg aanpakte en onvoldoende werk zou maken van het onderzoek naar de moord op Kirov en de bewijslast tegen Zinovjev en Kamenev. De druppel was een brief die omstreeks midden-1936 door Jagoda aan Stalin was verzonden; hierin maakte hij melding van toenemende onvrede van de bevolking over de Grote Zuivering. Stalin interpreteerde dit als rechtstreekse kritiek of onwilligheid. Nikolaj Jezjov, die een compromisloze harde aanpak bepleitte, werd Stalins nieuwe favoriet.
Op 16 september 1936 werd Jagoda ontslagen en vervangen door Jezjov, die het hoogtepunt van de zuiveringen uitvoerde. Een half jaar later, in maart 1937, werd hij gearresteerd. In een showproces in maart 1938 werd Jagoda schuldig bevonden aan hoogverraad en samenzwering tegen het gezag. Hem werd verweten dat hij de trotskistische elementen in de Sovjet-Unie beschermde door opzettelijk slechts de lagere samenzweerders op te pakken en de kopstukken ongemoeid te laten. Jagoda zou zelf een samenzweerder en een saboteur zijn en bovendien zijn voorganger Menzjinski hebben geprobeerd te vergiftigen. Bovendien beschuldigde Jezjov hem ervan dat Jagoda hem ook had proberen te vergiftigen door kwik in zijn werkkamer te verspreiden. Jezjov dirigeerde zijn arrestatie, showproces en uiteindelijk zijn executie.
Tegen deze tijd was hij (waarschijnlijk door de gevangenisomstandigheden en martelingen) geestelijk volledig gebroken. Hij smeekte Stalin, hoewel die afwezig was, om genade, en bleef tot het eind toe zijn onvoorwaardelijke liefde voor Stalin betuigen. Kort na het proces werd Jagoda door zijn bewakers gedwongen zich uit te kleden, in elkaar geslagen, en geëxecuteerd.
Bij doorzoeking van het appartement van Jagoda, na diens arrestatie, kwam een hele verzameling vrouwenondergoed en vroegpornografische films en foto's tevoorschijn, alsmede de kogels die verwijderd waren uit de hersenen van Kamenev en Zinovjev, na hun executie. De kogels belandden vervolgens weer op het bureau van Jezjov.

## Noot
1. ↑  Jagoda wordt, als handlanger van Jozef Stalin, mede vanwege zijn apothekerskennis, door historici (Sebag Montifiore, Lourie) wel vaker in verband gebracht met duistere overlijdensgevallen waarbij mogelijk vergiftiging in het spel is geweest, onder andere bij Menzjinski, Gorki, Koejbysjev en zelfs Lenin, maar bijvoorbeeld ook bij een aantal onderzoekers van het eerste uur in de zaak Kirov, die mogelijk 'te veel wisten'

- Bibliothèque nationale de France: cb16682752b (data)
- Gemeinsame Normdatei: 119495473
- International Standard Name Identifier: 0000 0000 6675 4973
- Library of Congress Control Number: nr95041601
- Nationale Bibliotheek van Letland: 000066397
- Nationale Bibliotheek van Tsjechië: xx0071654
- Nationale Bibliotheek van Israël: 987007290244505171
- Nationale Bibliotheek van Polen: a0000001201457
- Nederlandse Thesaurus van Auteursnamen: 150678606
- LIBRIS: 222061
- Système universitaire de documentation: 235660426
- Virtual International Authority File: 18033143
- WorldCat: E39PBJxRGgdkyKmfDPkB4c6R8C